# Restio decipiens
Restio decipiens là một loài thực vật có hoa trong họ Restionaceae. Loài này được (N.E.Br.) H.P.Linder miêu tả khoa học đầu tiên năm 1985.